# Langhat Ditch
Der Langhat Ditch ist ein Wasserlauf in Oxfordshire, England. Er entsteht westlich von Alvescot als Abfluss des Bedwell Pond und fließt in südlicher Richtung bis zu seiner Mündung in den Broadwell Brook.